# لا پالوما ادیشن، تگزاس
لا پالوما ادیشن (به انگلیسی: La Paloma Addition) یک منطقهٔ مسکونی در ایالات متحده آمریکا است که در تگزاس واقع شده‌است. لا پالوما ادیشن ۳۳۰ نفر جمعیت دارد.